# Глюкагон

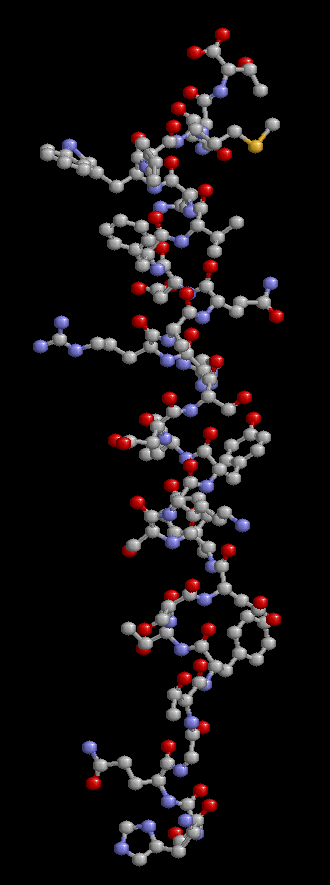
Модель молекулы глюкагона

Глюкагон — гормон альфа-клеток островков Лангерганса поджелудочной железы. По химическому строению глюкагон является пептидным гормоном.
Молекула глюкагона состоит из 29 аминокислот и имеет молекулярный вес 3485 дальтон. Глюкагон был открыт в 1923 году Кимбеллом и Мерлином.
Первичная структура молекулы глюкагона следующая: NH2-His-Ser-Gln-Gly-Thr-Phe-
Thr-Ser-Asp-Tyr-Ser-Lys-Tyr-Leu-Asp-Ser-
Arg-Arg-Ala-Gln-Asp-Phe-Val-Gln-Trp-Leu-
Met-Asn-Thr-COOH

## Механизм
Механизм действия глюкагона обусловлен его связыванием со специфическими глюкагоновыми рецепторами клеток печени. Это приводит к повышению опосредованной G-белком активности аденилатциклазы и увеличению образования цАМФ. Результатом является усиление катаболизма депонированного в печени гликогена (гликогенолиза). Глюкагон для гепатоцитов служит внешним сигналом о необходимости выделения в кровь глюкозы за счёт распада гликогена (гликогенолиза) или синтеза глюкозы из других веществ — глюконеогенеза. Гормон связывается с рецептором на плазматической мембране и активирует при посредничестве G-белка аденилатциклазу, которая катализирует образование цАМФ из АТФ. Далее следует каскад реакций, приводящий в печени к активации гликогенфосфорилазы и ингибированию гликогенсинтазы. Этот механизм приводит к высвобождению из гликогена глюкозо-1-фосфата, который превращается в глюкозо-6-фосфат. Затем под влиянием глюкозо-6-фосфатазы образуется свободная глюкоза, способная выйти из клетки в кровь. Таким образом, глюкагон в печени, стимулируя распад гликогена, способствует поддержанию глюкозы в крови на постоянном уровне. Глюкагон также активирует глюконеогенез, липолиз и кетогенез в печени.
Глюкагон практически не оказывает действия на гликоген скелетных мышц, по-видимому, из-за практически полного отсутствия в них глюкагоновых рецепторов. Глюкагон вызывает увеличение секреции инсулина из здоровых β-клеток поджелудочной железы и торможение активности инсулиназы. Это является, по-видимому, одним из физиологических механизмов противодействия вызываемой глюкагоном гипергликемии.
Глюкагон оказывает сильное инотропное и хронотропное действие на миокард вследствие увеличения образования цАМФ (то есть оказывает действие, подобное действию агонистов β-адренорецепторов, но без вовлечения β-адренергических систем в реализацию этого эффекта). Результатом является повышение артериального давления, увеличение частоты и силы сердечных сокращений.
В высоких концентрациях глюкагон вызывает сильное спазмолитическое действие, расслабление гладкой мускулатуры внутренних органов, в особенности кишечника, не опосредованное аденилатциклазой.
Глюкагон участвует в реализации реакций типа «бей или беги», повышая доступность энергетических субстратов (в частности, глюкозы, свободных жирных кислот, кетокислот) для скелетных мышц и усиливая кровоснабжение скелетных мышц за счёт усиления работы сердца. Кроме того, глюкагон повышает секрецию катехоламинов мозговым веществом надпочечников и повышает чувствительность тканей к катехоламинам, что также благоприятствует реализации реакций типа «бей или беги».